# Diocèse de Tampico
Le diocèse de Tampico (en latin : Dioecesis Tampicensis ; en espagnol : Diócesis de Tampico) est un diocèse de l'Église catholique du Mexique, suffragant de l'archidiocèse de Monterrey.

## Territoire

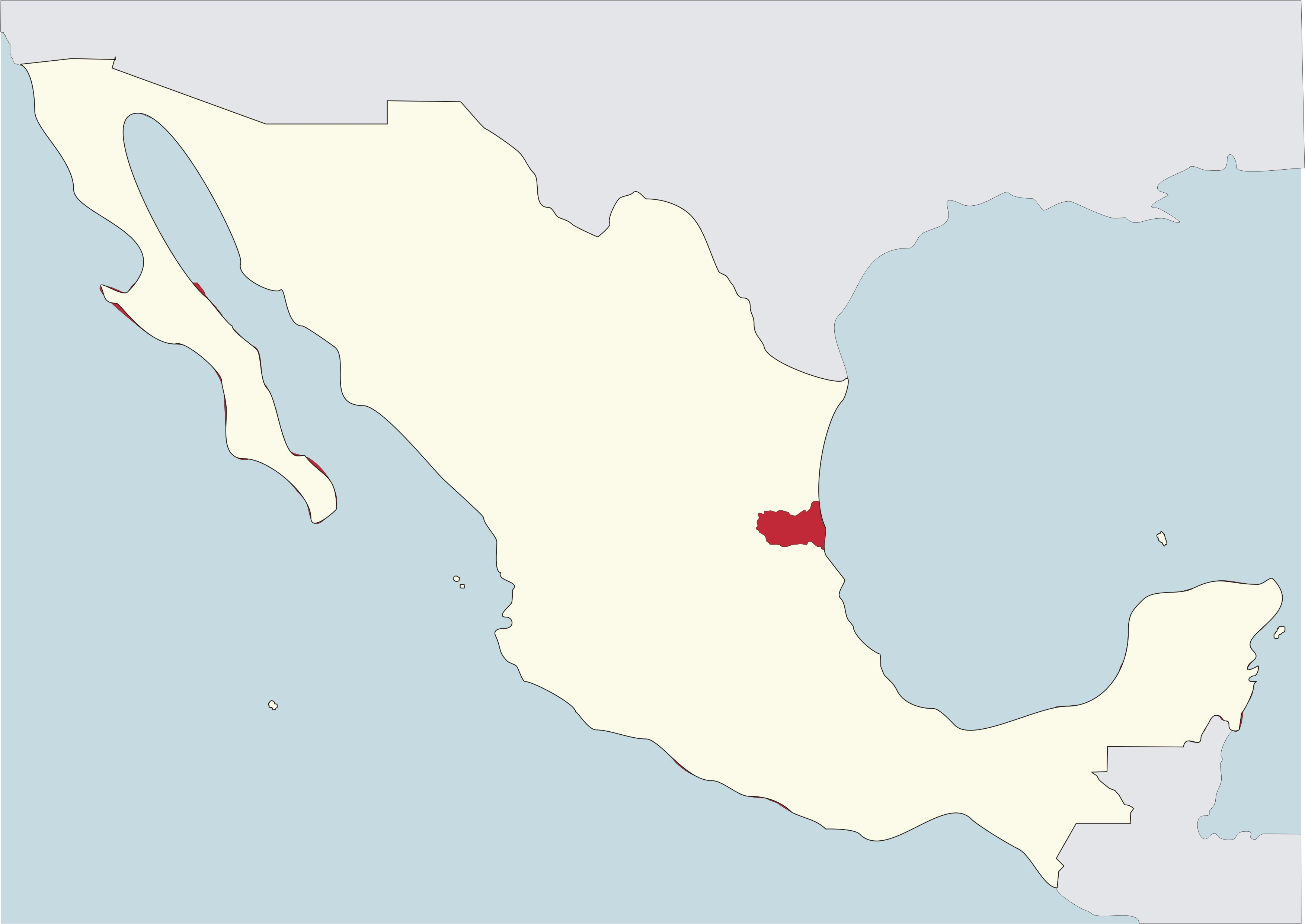
Le diocèse de Tampico en rouge sur la carte du Mexique

Il comprend les municipalités d'Aldama, Altamira, Antiguo Morelos, Ciudad Madero, El Mante, Gómez Farías, González, Nuevo Morelos, Ocampo, Tampico, Xicoténcatl de l'État de Tamaulipas.
Il possède un territoire d'une superficie de 22 671 km2 divisé en 68 paroisses. Le siège épiscopal est dans la ville de Tampico où se trouve la cathédrale de l'Immaculée-Conception (es).

## Historique
Le vicariat apostolique de Tamaulipas est érigé le 13 août 1861 par la bulle Ad futuram rei memoriam du pape Pie IX en prenant une partie du territoire du diocèse de Linares o Nueva León (aujourd'hui archidiocèse de Monterrey).
Par la lettre apostolique Apostolicam in universas du 12 mars 1870, le pape Pie IX élève le vicariat apostolique au rang de diocèse, qui s'agrandit en même temps avec des portions de territoire reçu de l'archidiocèse de Mexico et du diocèse de Tlaxcala (aujourd'hui archidiocèse de Puebla de los Ángeles).
Le siège du diocèse, appelé diocèse de Ciudad Victoria ou Tamaulipas, est dans la ville de Ciudad Victoria avec la basilique Notre-Dame du Refuge comme cathédrale. En 1922, la résidence épiscopale est transférée à Tampico, sans toutefois changer de nom ni changer de cathédrale.
Nommé suffragant de l'archidiocèse de Mexico lors de sa création, il intègre la province ecclésiastique de Linares (aujourd'hui Monterrey) le 23 juin 1891 en vertu de la lettre apostolique Illud in primis  du pape Léon XIII.
Il cède des portions de territoire le 24 novembre 1922 pour l'érection des diocèses de Papantlaet Huejutlaet le 16 février 1958 pour la création du diocèse de Matamoros. Le 25 février suivant, le diocèse prend son nom actuel par le décret Quum dioecesis de la congrégation des évêques.
Il cède d'autres parties de son territoire le 9 juin 1962 pour la création du diocèse de Tuxpanet le 21 décembre 1964 pour l'établissement du diocèse de Ciudad Victoria ; Ciudad Victoria est la ville du premier siège épiscopal du diocèse de Tampico, qui se retrouve donc en dehors du territoire du diocèse d'origine.
Par la lettre apostolique Angelorum Regina du 3 avril 1986, le pape Jean-Paul II décrète que la Vierge Marie, vénérée sous le vocable de l'Immaculée Conception, est la patronne principale du diocèse.

## Évêques
- Francisco de la Concepción Ramírez y González, O.F.M (13 août 1861 - 18 juin 1869)
- José María Ignacio Montes de Oca y Obregón (6 mars 1871 - 19 septembre 1879), nommé évêque de Linares o Nueva León
- José Ignacio Eduardo Sánchez y Camacho (27 février 1880 - 3 octobre 1896)
- Filemón Fierro y Terán (29 mars 1897 - 7 juillet 1905)
  - Sede vacante (1905-1909)
- José de Jesús Guzmán y Sánchez (12 novembre 1909 - 20 janvier 1914)
  - Sede vacante (1914-1919)
- José Guadalupe Ortiz y López (24 janvier 1919 - 8 juin 1923), nommé évêque de Chilapa
- Serafín María Armora y González (3 août 1923 - 15 octobre 1955)
- Ernesto Corripio y Ahumada (25 février 1956 - 25 juillet 1967), nommé archevêque d'Antequera
- Arturo Antonio Szymanski Ramírez (13 août 1968 - 27 janvier 1987), nommé évêque de San Luis Potosí
- Rafael Gallardo García, O.S.A (21 mai 1987 - 27 décembre 2003)
- José Luis Dibildox Martínez (27 décembre 2003 - 20 juillet 2018)
- José Armando Álvarez Cano (11 mai 2019 - 25 janvier 2025), nommé archevêque coadjuteur de Morelia